# Погребище Второе
Погреби́ще Второ́е или «Погребище II» (укр. Погребище Друге) — украинский посёлок, Винницкого района Винницкой области. Располагается в истоках реки Соб.

## История
В VII—VIII веках в этом районе проживали бужане (дулебы), к северу — древляне и поляне, к западу — белые хорваты, волыняне, Аварский каганат — авары (обры); к востоку — уличи, и к югу — тиверцы. Вполне возможно, что эти славянские народы тесно пересекались и не имели строгих границ проживания.
В начале XIII века весь окружающий район выжжен и полностью уничтожен татаро-монголами вместе с большей частью населения.

## Демография
На 2001 год численность населения составляла 477 человек.

## Топографические карты
- Лист карты M-35-XXIV. Масштаб: 1 : 200 000. Указать дату выпуска/состояния местности.